# Adolphe Crémieux
Pour les articles homonymes, voir Crémieux.
Ne doit pas être confondu avec Jean-Louis Crémieux-Brilhac.
Adolphe Crémieux, à l’origine Isaac Jacob Adolphe Crémieux, né le 30 avril 1796 à Nîmes et mort le 10 février 1880 à Paris, est un avocat et homme politique français.
Sous le règne du Roi Louis-Philippe, il s'affirme comme un ténor du barreau. Il met sa notoriété au service de la communauté juive dont les membres restent l’objet d’injustices et de préjugés vivaces, en France comme à l'étranger.
Dignitaire de la franc-maçonnerie, il est un des fondateurs de l'Alliance israélite universelle, organisation créée pour défendre les Juifs persécutés et promouvoir leur émancipation par l’éducation.
Plusieurs fois député, il devient en 1848 ministre de la Justice du gouvernement provisoire qui proclame la Deuxième République. Il fait prendre un décret qui décide que la justice sera désormais rendue « au nom du peuple français »
Il est également connu comme auteur du décret Crémieux d’octobre 1870 qui attribue la citoyenneté française aux « indigènes israélites d’Algérie ».

## Biographie

### Famille

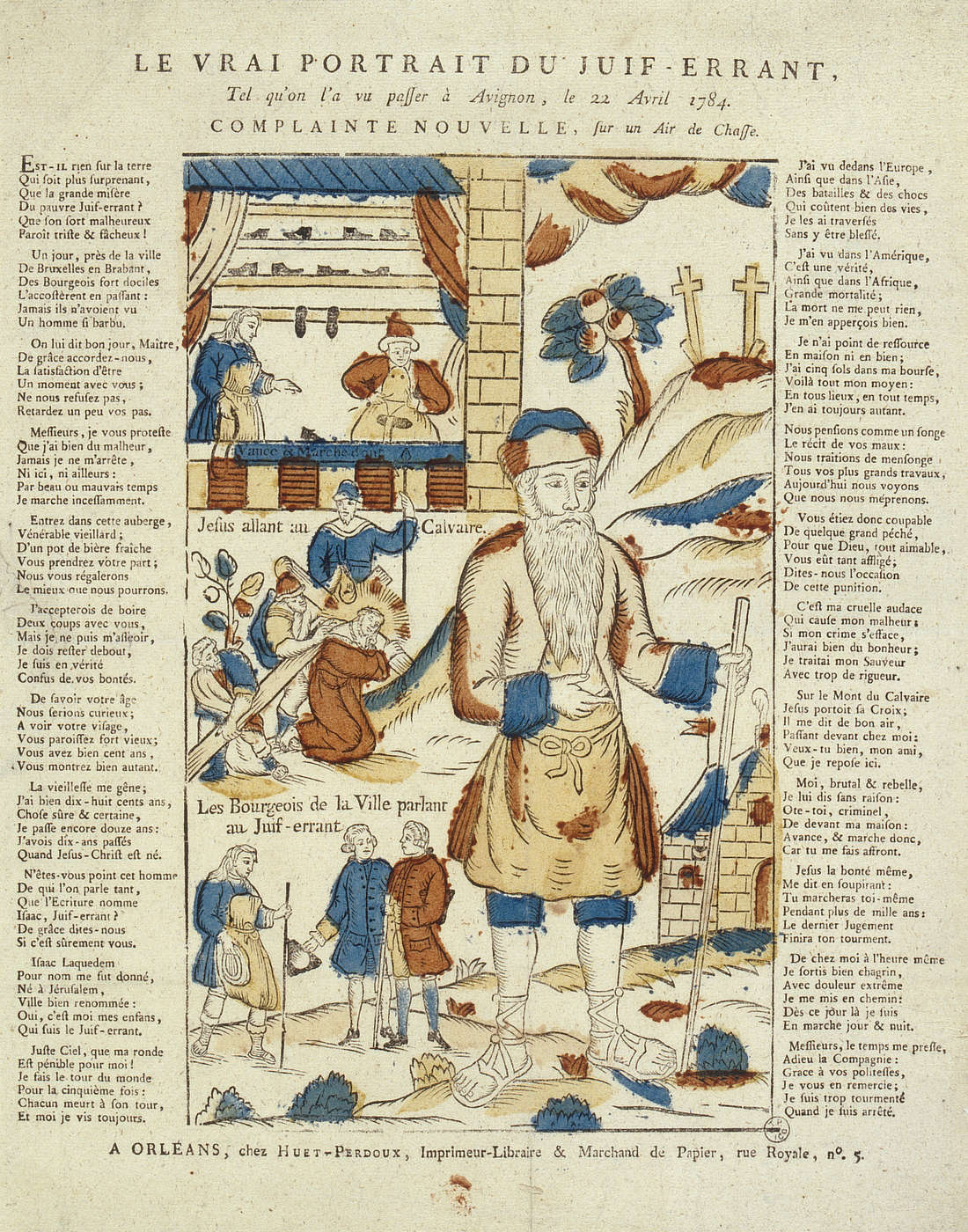
Gravure du Juif errant « tel qu'on l'a vu passer à Avignon », 1784.

Ses arrière-grands-parents paternels sont David Crémieu [Carmi en hébreu] (1684-1754) et Esther Naquet (1694-1774). En 1760, leur fils Jacob (1718-1801), marchand de mules, épouse Eston [Esther] Ispir (Avignon 1741- Nîmes 1798) à Carpentras, la fille de l'éminent rabbin Jacob Ispir (Espir) dit Ashkénazi (1701-1778) dont la famille venue de Prague au début du XVIIIe siècle s'était installée en Avignon puis à Carpentras, et de Rachel Crémieu (1712-1774), fille de Johanan de Carpentras (1674-1750), lui-même fils de Sem et de Colombe Carcassonne (1686-1749), native de l’Isle.
Ses grands-parents Jacob et Esther Crémieu donnent naissance à l'aîné de leurs treize enfants, David (1761-1819) au sein d'un milieu pieux, honorable et bourgeois à Carpentras où les Juifs dits du pape se trouvent sous protection pontificale, avant que la famille n'émigre à Nîmes en 1774.
Son père David Crémieu se marie à Avignon en 1792 avec Rachel, une de ses cousines, fille d’Isaac de Carcassonne et d’Esther « Taton » Crémieu de l’Isle. Le couple perd trois enfants avant que naissent Isaac Jacob Adolphe en 1796 puis trois autres filles, Belle (1799-1831), Chimène (1802-1808) et Julie-Égalité (1797 – 1880) qui se convertira au catholicisme au grand dam de sa famille,.
À sa naissance le 11 floréal de l'an IV, Isaac Jacob Adolphe Crémieu porte, selon la tradition juive, les prénoms de ses grands-pères dont celui (Isaac) de son frère mort à trois ans en 1795, mais c’est avec le prénom d’Adolphe qu’il se fait connaître,. Son acte de naissance porte la mention « En vertu de l'ordonnance rendue le 19 juillet 1817 par le tribunal de première instance de Nîmes, le prénom de Adolphe a été substitué à celui de Jacob dans l'acte ci-contre. Nîmes le 6 avril 1817 ».
L'ascendance d'Adolphe Crémieux relève donc d'un judaïsme pluriel, elle est « à la fois comtadine (assimilée à la tradition séfarade) et ashkénaze d’obédience religieuse traditionaliste ». Il reçoit une éducation laïque et juive.
À Nîmes, son père David crée avec son frère Élie le négoce de soieries « E. Crémieux et frères » et joue un rôle actif dans la vie politique municipale en tant que révolutionnaire radical. Sa société dépose son bilan en 1797 et il est arrêté pour faillite frauduleuse. Sa maison est pillée en 1819 et il meurt ruiné la même année ; Adolphe subviendra aux besoins des siens et leurs dettes ne seront épongées qu'en 1837.
Le 2 décembre 1824, Adolphe Crémieux épouse Louise Amélie Silny (1800-1880), une israélite messinoise, « cultivée et spirituelle » qu'il vénère. De ce mariage naissent deux enfants, Gustave (1831-1872) et Mathilde (1834-1912) mariée à Alfred Peigné. Encore jeunes, les deux enfants sont convertis avec leur mère Amélie en 1845 au catholicisme, ce qui surprendra Crémieux, malgré son goût pour la liberté de religion, et le poussera à démissionner de la présidence du Consistoire,.
Adolphe Crémieux est l'arrière-grand-oncle par alliance de Marcel Proust (1871-1922). Il est l’un des témoins de sa petite-nièce, Jeanne Weil (1849 – 1905), lors de son mariage avec Adrien Proust en juillet 1870 (Rose Silny-Berncastel, la grand-mère maternelle de Jeanne Weil Proust, était la sœur d’Amélie Silny épouse Crémieux). Il est également un des témoins du mariage de sa proche cousine la militante Gabrielle Alphen-Salvador .
Adèle Weil, la grand-mère de Proust, l’un des principaux modèles de la grand-mère du narrateur dans À la recherche du temps perdu, considérait Crémieux « comme son père », selon Ghislain de Diesbach. Auprès de Crémieux, « Adèle avait pris le goût des lettres, celui de l’éloquence profane ou sacrée qu’elle devait à son tour inculquer à sa fille Jeanne. […] La tradition intellectuelle des Crémieux devait se conserver dans sa descendance », signale Diesbach.

### Études
En 1808, ses parents l'envoient au lycée Impérial à Paris où il reste jusqu’en 1815. Élève brillant, il est couronné trois fois au concours général des lycées en 1813. Là, ses dispositions pour défendre ses camarades lui valent d’être déjà surnommé « l’avocat ».
Après un séjour pénible à Nîmes lors de la Terreur blanche, au tout début de la Restauration, Crémieux suit des études de droit à la faculté de droit d'Aix-en-Provence à partir de l'automne 1815 et sort major de sa promotion en 1817 pour s'inscrire à vingt et un ans au barreau de la ville.

### Sous la Restauration et la monarchie de Juillet

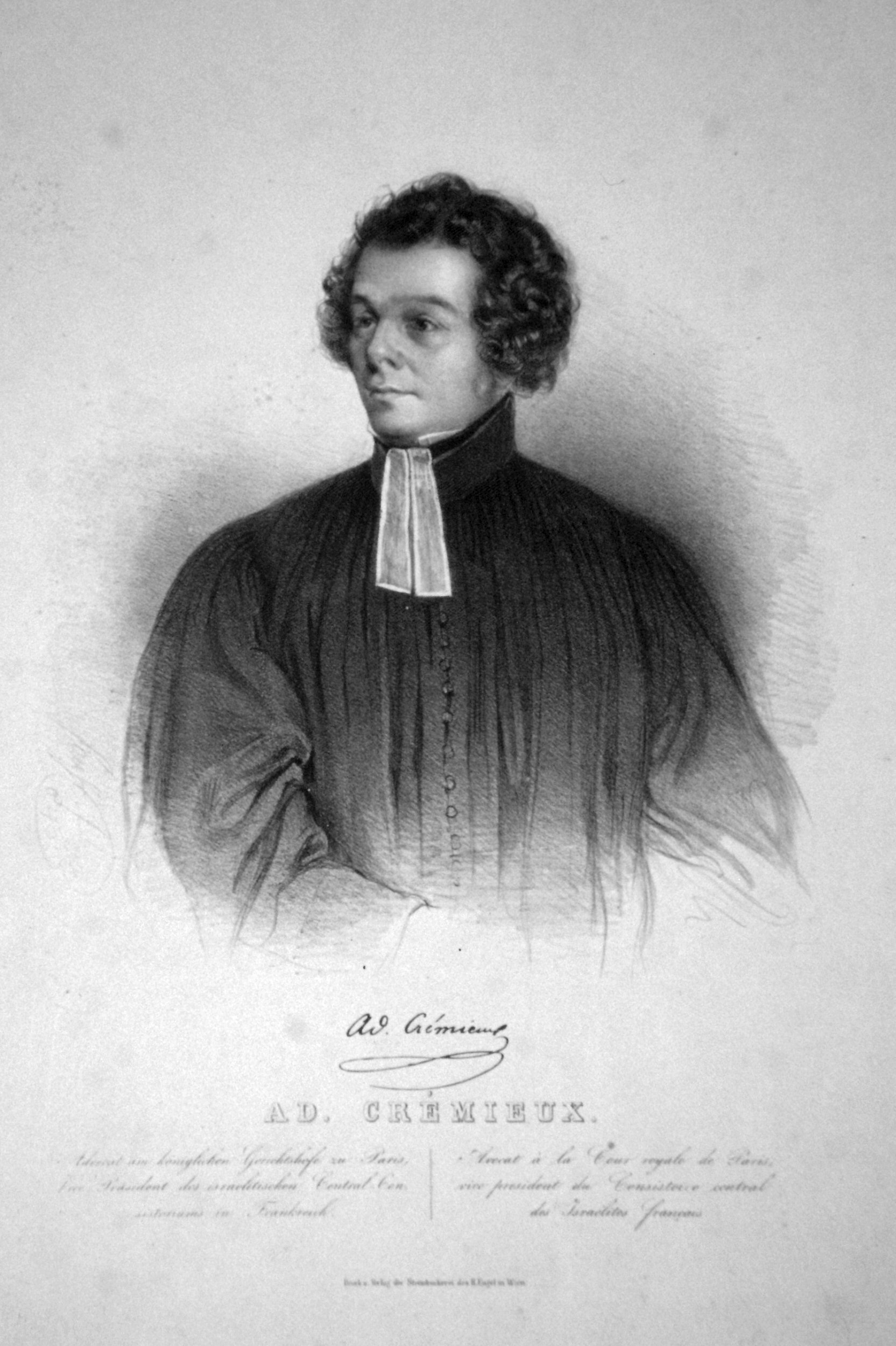
Crémieux par Faustin Herr, en 1840.

Il devient avocat au barreau de Nîmes, puis auprès de la Cour de cassation. Au début de sa carrière, Crémieux défend en particulier les victimes de la Terreur blanche, ce qui lui vaut d’être appelé l’« avocat des protestants ». En 1824, à vingt-huit ans, il occupe la première place au barreau de Nîmes et compte au nombre des avocats les plus renommés de la Restauration.
S’illustrant dans de nombreux domaines, « Crémieux décide de mettre sa notoriété au service de la communauté juive dont les membres restent l’objet d’injustices et de préjugés vivaces » en France comme à l'étranger.
En 1827, il entreprend le combat contre le serment more judaïco, cette obligation discriminatoire et avilissante faite aux Juifs quand ils prêtent serment en justice et l’abolition de cette procédure est obtenue à la cour de Nîmes en 1827 pour les Israélites du Midi. Crémieux en réclame sans relâche l’abolition totale.
En 1828, il est nommé membre laïque du Collège des notables israélites de la circonscription de Marseille, et dénonce les inégalités au nom de la devise révolutionnaire : « Liberté-Égalité-Fraternité ».
En 1830, il s’installe à Paris. Il est l'avocat de Martial de Guernon-Ranville lors du procès des ministres de Charles X en décembre 1830 et s'évanouit à la fin de sa plaidoirie. L'année suivante, il prononce l'éloge funèbre de son ami l'abbé Grégoire.
En 1840, lors de l'affaire de Damas où des Juifs sont accusés de « crime rituel », Crémieux se rend avec sir Moses Montefiore auprès de Muhammad Ali, vice-roi d’Égypte et conquérant de la Syrie, pour y obtenir la libération des Juifs damascènes accusés et emprisonnés. Il profite de son séjour en Égypte pour créer deux établissements scolaires.
Il est député de Chinon, de 1842 à 1848.
Crémieux est la figure du Juif moderne français « qui associe les valeurs mosaïques aux grands principes de la Révolution française » qu'il défend en France comme ailleurs. En 1845, alors qu’il représente les intérêts d'ouvriers français en horlogerie, expulsés de Suisse parce que juifs, il dépose une pétition sur le bureau du président de la Chambre des représentants puis clame au Palais Bourbon : « Nous qui avons l’honneur d’appartenir au culte israélite, ne sommes pas de simples citoyens français, nous sommes des juifs citoyens français… Quand on a le bonheur d’être français et quand on invoque ce titre dans un autre pays, je dis qu’il ne doit pas être méconnu ».
La même année, il proteste (en vain) avec les membres du Consistoire israélite auprès des autorités dans l'affaire de la conversion forcée au catholicisme sur son lit de mort de Lazare, frère du mathématicien Olry Terquem de Metz, par l'abbé Théodore Ratisbonne,.
Après avoir défendu son ami le rabbin Lazare Isidor accusé d'outrage à la cour pour avoir refusé en 1839 d'ouvrir sa synagogue de Phalsbourg pour qu'un coreligionnaire prête serment more judaïco, Crémieux obtient, de la Cour de cassation du 3 mars 1846, un arrêt déclarant que toutes les références religieuses exigées pour un serment judiciaire sont inconstitutionnelles,,.

### Sous la Deuxième République

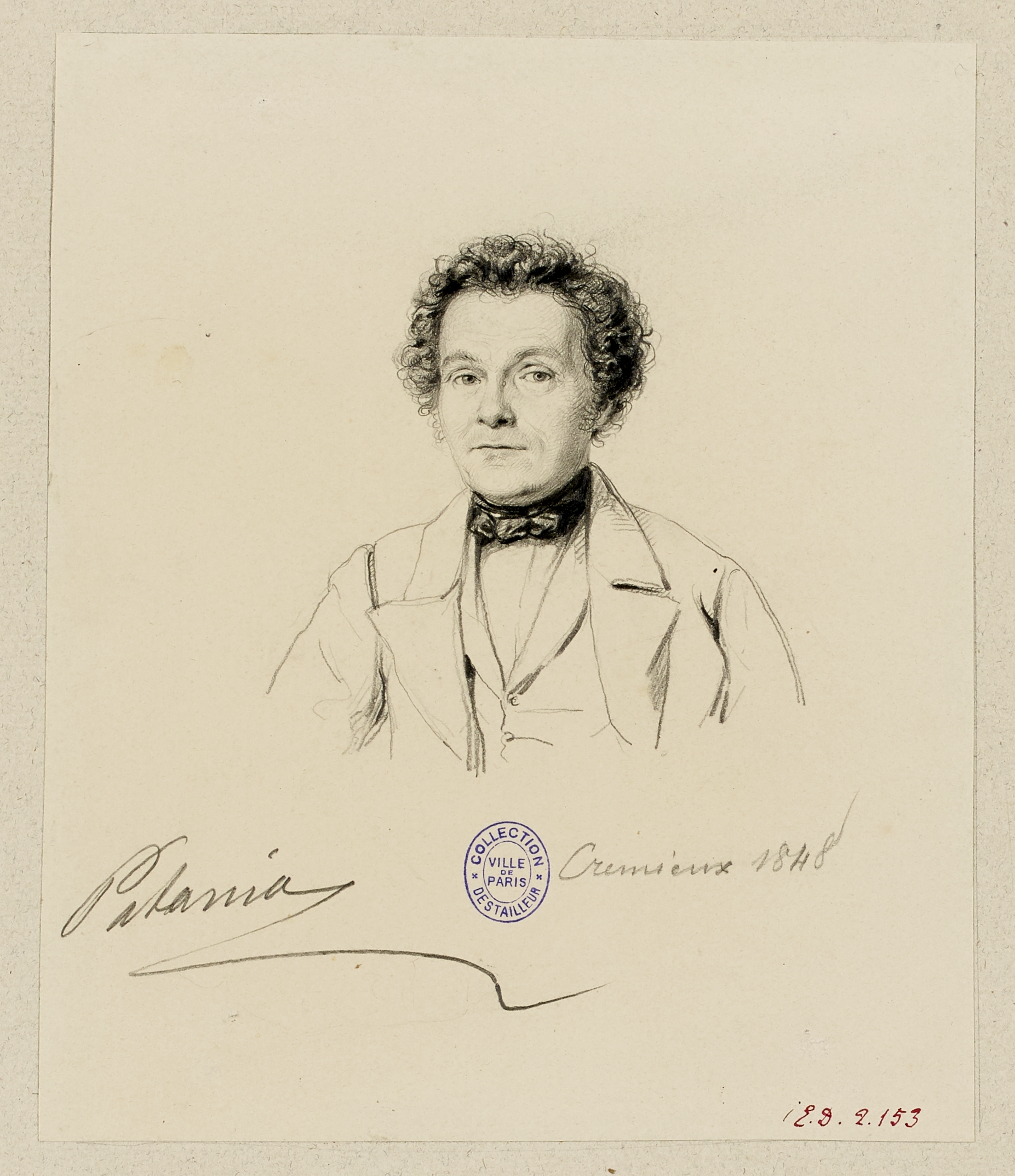
Portrait d'Adolphe Crémieux en 1848.

Le 24 février 1848, lorsque la révolution républicaine triomphe à Paris, Crémieux (avocat de la princesse Mathilde Bonaparte, mais également de la famille d’Orléans), conseille au roi Louis-Philippe Ier d’abdiquer en faveur de son petit-fils et de quitter le pouvoir ; il s’oppose également à la régence de la duchesse d’Orléans à la vie dissolue. Le lendemain, 25 février 1848, il devient ministre de la Justice du gouvernement provisoire qui proclame la Deuxième République, poste qu’il occupe jusqu’au 7 juin 1848.
Il fait prendre le décret qui décide que la justice sera désormais rendue « au nom du peuple français ». Le 1er mars, il fait supprimer par un autre décret le serment de fidélité à la couronne.
Le 3 mars, dans l’affaire du procès de Saverne où il est l’avocat d’un rabbin, il obtient de la Cour de cassation l’abolition du serment more judaico, contribuant ainsi à faire cesser la dernière discrimination infamante et légale à l’égard de tous les Juifs de France.
Dès le 31 mars, il demande la démission d’une vingtaine de hauts magistrats et suspend ceux qui refusent d’obtempérer. Ces juges sont suspendus, les uns par Crémieux lui-même, les autres à la demande des commissaires du gouvernement (préfets provisoires). Un décret du 10 août 1849 annule les suspensions de Crémieux (démissionnaire le 5 juin 1848).
Le 9 mars 1848, Crémieux reçoit « une délégation de Noirs et de Mulâtres des colonies françaises » et leur déclare que « la nouvelle République accomplira ce que la République de 92 avait proclamé. Vous redeviendrez libres ». Cependant, le 15 mars 1848, François Arago envoie aux colonies une dépêche contenant « un ajournement de l’émancipation, et les vagues promesses qui l’accompagnent ne sont guère que d’un Guizot républicain ». Le décret du 27 avril 1848 abolira définitivement l'esclavage en France.
Le même mois, alors membre du gouvernement provisoire pourtant non-interventionniste, il prend ouvertement la défense des opprimés portugais par la violence des interventions étrangères et le despotisme de leur gouvernement, en souhaitant que « le jour de la résurrection de la liberté arrive pour tous », ce à quoi la délégation portugaise s'écrie « Vive la République ! Vive Crémieux ! », ce qui n'a pas lieu de plaire au gouvernement portugais,.
Crémieux est représentant du peuple aux Assemblées constituante et législative de 1848-1849.

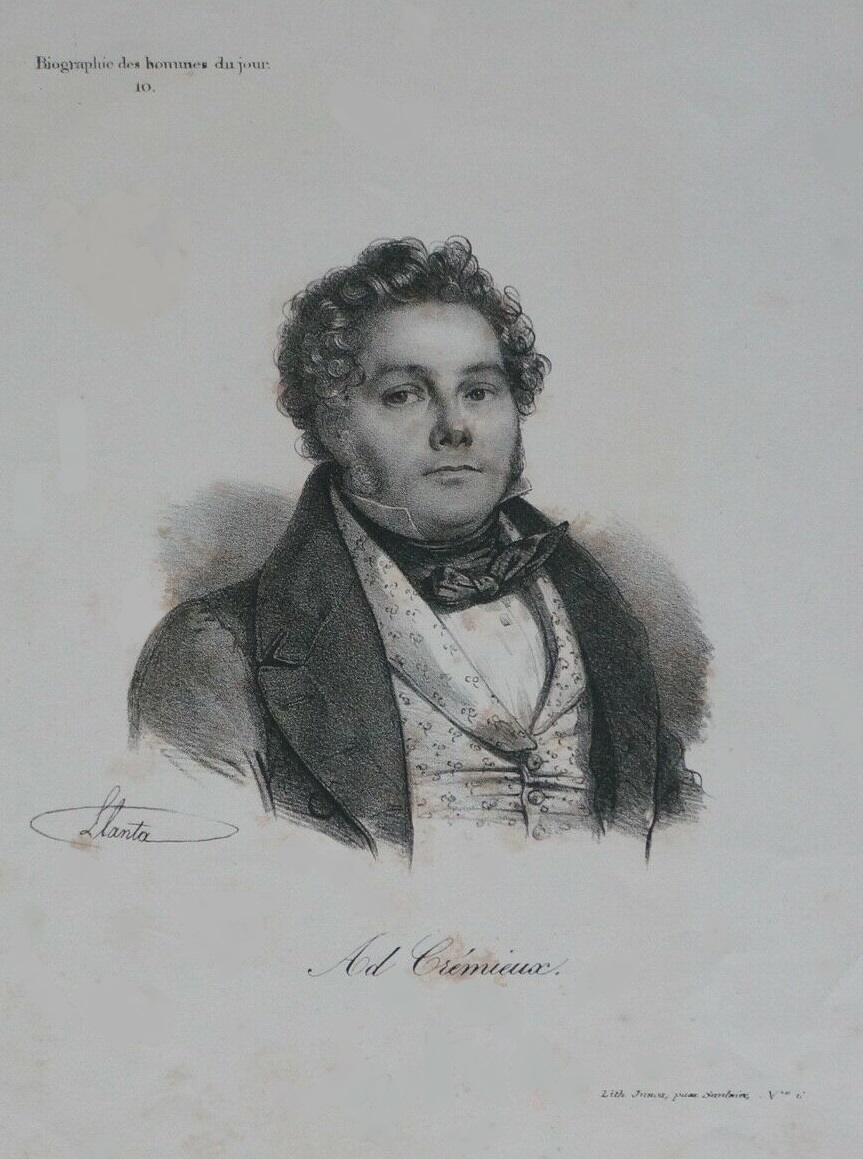
Adolphe Crémieux par Jacques François Gaudérique Llanta, v. 1850.

Le 11 juin 1851, en tant qu'avocat, il assiste Victor Hugo dans la défense de son fils Charles Hugo, journaliste à L'Événement, qui est poursuivi devant la Cour d’assises de Paris, pour « avoir outragé la loi en décrivant l’exécution d’un braconnier guillotiné à Poitiers ». Il témoigne à l'été au procès du complot de Lyon, et prend la parole à l'Assemblée pour se plaindre de la déportation aux îles Marquises des trois principaux condamnés.
Lors du coup d'État du 2 décembre 1851, il est enfermé temporairement à la prison Mazas, à l'instar d'autres opposants potentiels au prince-président Bonaparte.
Dans l’affaire Mortara survenue à Bologne en 1858, Crémieux se démène sans succès pour faire libérer le tout jeune Juif Edgar Lévi, qui, baptisé en secret, est arraché à ses parents par la police ecclésiastique du pape Pie IX - et deviendra prêtre catholique.
Ses quelques insuccès et ceux du Consistoire israélite dans la défense des intérêts des Juifs victimes d'injustices de par le monde concourent au projet de la création d'une institution juive internationale. En 1860, il est l'un des promoteurs de l'Alliance israélite universelle (AIU) mais refuse dans un premier temps d'apparaître parmi les fondateurs, affecté qu'il est par la conversion de ses enfants au catholicisme (en 1845), mais, en 1863, il en devient président et le demeure jusqu'à sa mort,. L'AIU vise à « lutter contre la haine et les préjugés » et notamment à faire advenir à l'étranger, par l'éducation en français des communautés juives opprimées et des autres minorités religieuses, les principes de 1789,. Débutant par la défense des chrétiens maronites du Liban et obtenant succès, il poursuit ses actions en faveur de ses frères juifs du monde entier (de Roumanie, de Serbie, de Perse, des Balkans, de Russie, du Maroc, de Tunisie) dont les archives de l'AIU portent témoignage.
Une polémique enflamme le monde journalistique et politique lors de la souscription promue initialement par l'AIU et Crémieux en juillet 1860 puis par le Consistoire israélite auprès de ses coreligionnaires français (« Israélites français, venons les premiers en aide à nos frères chrétiens »), européens et même américains en faveur des chrétiens d'Orient massacrés par les Druzes au Liban. Elle paraît d'abord dans Le Siècle puis La Presse et La Gazette de France, et est relayée par un comité central dont Crémieux prend la présidence avec l'ingénieur Michel Alcan (secrétaire) et Charles Netter (trésorier), et soutenue par le Consistoire israélite de Paris. Grâce notamment à l'éloquence persuasive de Crémieux, elle obtient un tel succès auprès des Juifs, jusqu'aux plus modestes, de différents continents, que le journal légitimiste L'Union s'écrie : « Voilà où nous en sommes. L'honneur de notre civilisation repose sur l'initiative de défense de M. Crémieux et sur les appels à la piété des banquiers juifs ! ».

### Sous le Second Empire

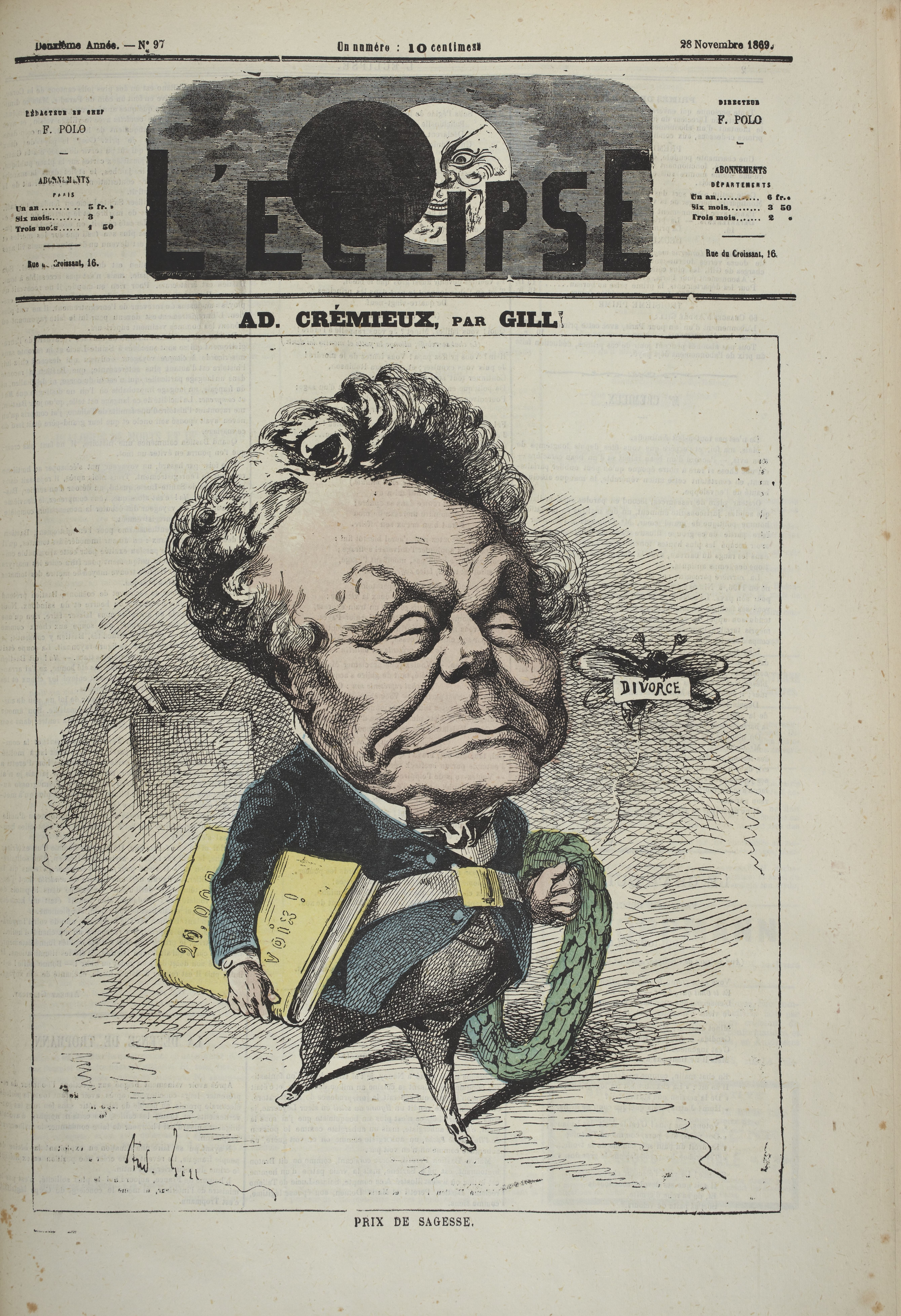
Caricature de Crémieux par André Gill dans L'Éclipse, 28 novembre 1868.

Élu député de la 3e circonscription de Paris, le 22 novembre 1869, il siège au Corps législatif, dans l’opposition parlementaire, parmi les représentants de la gauche républicaine. Il vote contre la déclaration de guerre à la Prusse, en juillet 1870.

### Sous la Troisième République

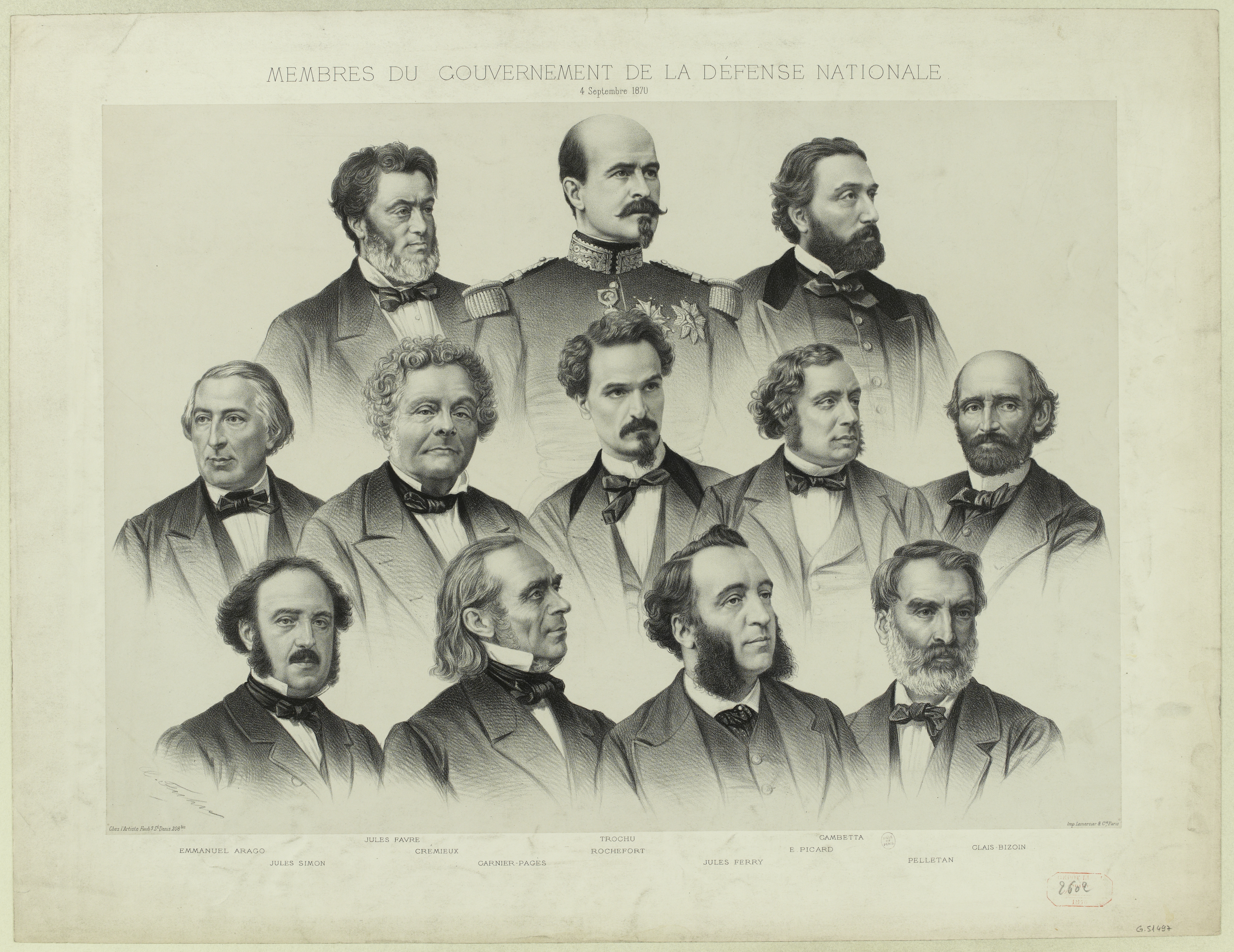
Adolphe Crémieux et les autres membres du gouvernement de la Défense nationale.

Après l’abdication de Napoléon III, il devient membre du gouvernement de la Défense nationale, du 4 septembre 1870 au 17 février 1871, comme ministre de la Justice. Suivant une décision du gouvernement, pour échapper à l’encerclement de Paris, Crémieux gagne Tours le 12 septembre. Il est suivi de ses collègues ministres Glais-Bizoin et Fourichon. Ils forment la délégation gouvernementale de Tours. Elle est renforcée le 9 octobre par Gambetta[réf. nécessaire].
Après les événements de la Commune de Paris, il tente en vain de sauver de la mort l’avocat engagé Gaston Crémieux, fondateur du journal l'Égalité, dont la femme vient le trouver à Paris. Le prisonnier, un temps à la tête de l’insurrection marseillaise, est finalement fusillé le 30 novembre 1871.
L’année suivante, Crémieux est élu député du Département d'Alger (jusqu’en 1875).
Au terme de sa longue carrière politique, Crémieux devient sénateur inamovible, de 1875 à sa mort, à son domicile parisien du 81, rue de la Pompe, Paris XVIème, le 10 février 1880. Il est enterré au cimetière du Montparnasse,.

## L'œuvre politique de Crémieux

### Le décret Crémieux

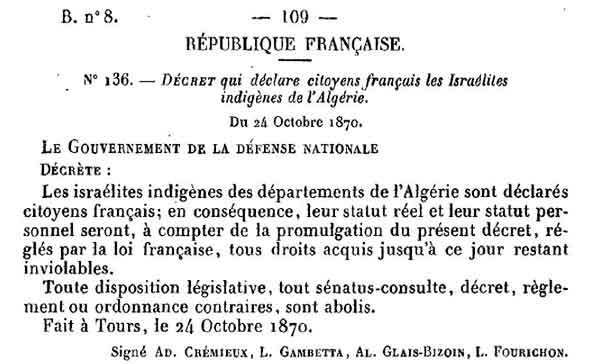
Décret Crémieux, « Bulletin des Lois de la République française » du 24 octobre 1870.

Sur l’initiative de Crémieux, six décrets règlementant la vie en Algérie furent alors pris par la délégation. Et ce alors que la France était dans une situation militaire désastreuse, que Paris était assiégé par deux armées allemandes, que la priorité absolue du gouvernement était en principe la défense du pays et qu’enfin la légitimité de ce gouvernement n’était assise sur aucune élection. Cela fut ensuite vivement reproché à Crémieux.
Ces décrets comprenaient :
- Le décret mettant fin à l’administration militaire de l’Algérie ;
- Le décret interdisant la polygamie en Algérie ;

Mais les plus fameux d’entre eux sont les décrets du 24 octobre 1870.

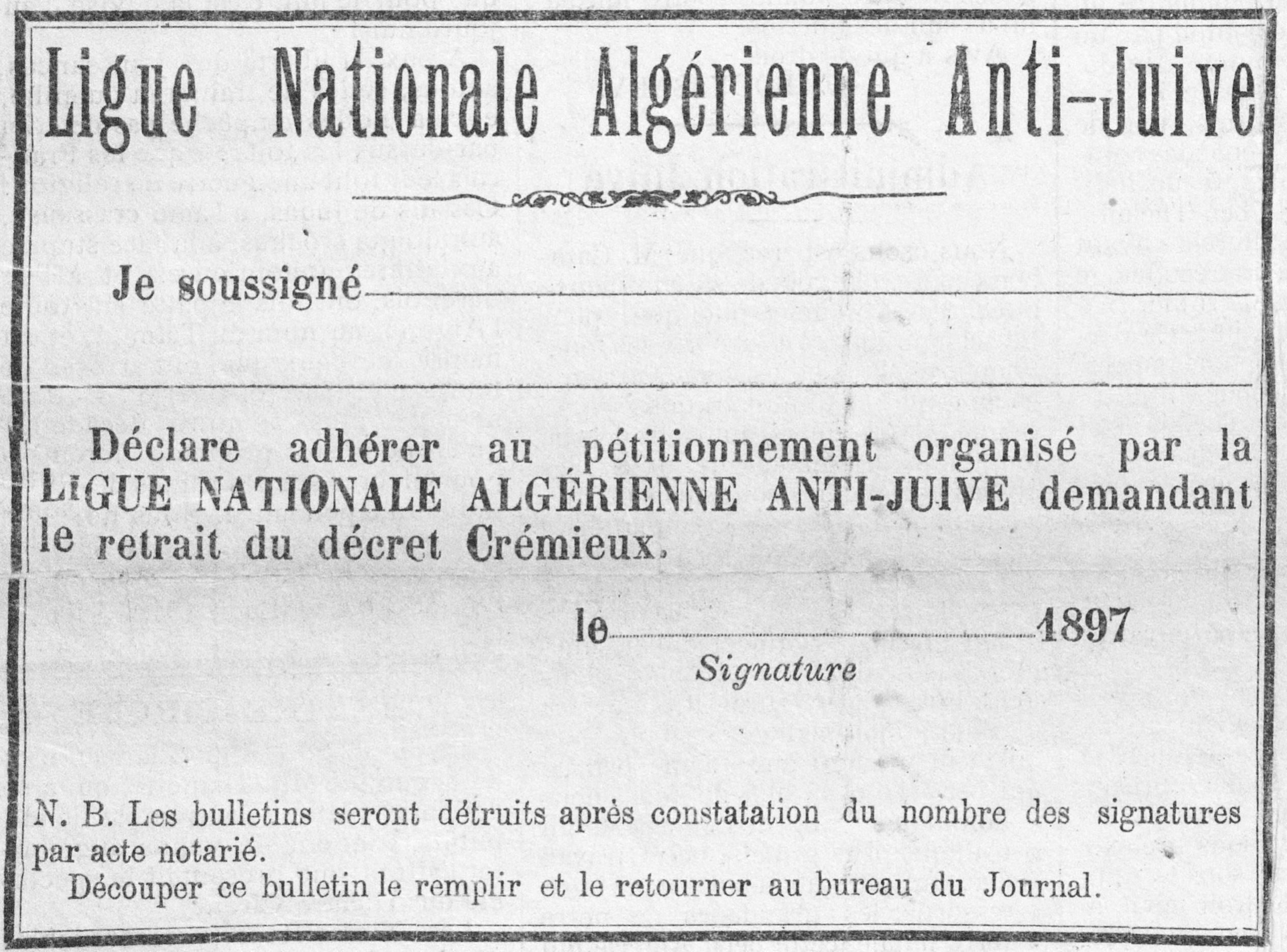
Coupon d'adhésion au pétitionnement organisé par la Ligue nationale algérienne anti-juive contre le décret Crémieux, issu du journal L'Antijuif algérien du 5 août 1897.

Le décret no 136, le décret Crémieux, accordait la citoyenneté française aux trente sept mille Juifs d’Algérie, leur permettant de s’extirper du statut islamique de dhimmi en ces termes :

« Les israélites indigènes des départements de l’Algérie sont déclarés citoyens français ; en conséquence, leur statut réel et leur statut personnel, seront, à compter de la promulgation du présent décret, réglés par la loi française. Toute disposition législative, décret, règlement ou ordonnance contraires sont abolis. »

Le décret no 137 portait quant à lui sur la naturalisation des « Indigènes musulmans et des Étrangers résidant en Algérie », sous réserve de prouver l’âge légal de 21 ans par le cadi ou le juge de paix, et de formuler leur demande auprès des bureaux arabes. À l’article II on peut lire :

« Titre III, article 11 : L’indigène musulman qui veut être admis à jouir des droits de citoyen français doit se présenter en personne devant le chef du bureau arabe de la circonscription dans laquelle il réside, à l’effet de former sa demande et de déclarer qu’il entend être régi par les lois civiles et politiques de la France. »

Le décret no 136 reprenait les dispositions du décret d’application du sénatus-consulte du 14 juillet 1865, mais supprimait l’enquête sur les antécédents et la moralité du demandeur qui devait être transmise au gouverneur général de l’Algérie et recevoir l’approbation du garde des Sceaux pour être statuée par l’Empereur et le Conseil d’État. Le décret impérial encadrait l’enrôlement militaire, dans le contexte de l’époque. Dans le cas du décret Crémieux, l’approbation devait venir du gouverneur général civil sur avis du comité consultatif. À chaque naturalisation, un bulletin était néanmoins gardé sous forme de casier judiciaire déposé à la préfecture du département (titre III, article 4).
Crémieux prit également avec la délégation le décret du 25 novembre 1870, réformant l’usage de la peine capitale (suppression de l’échafaud) et uniformisant la charge de bourreau (suppression des exécuteurs provinciaux).

### Réformateur de la franc-maçonnerie
Adolphe Crémieux est initié à la franc-maçonnerie en 1818, à la loge du « Bienfait anonyme » à Nîmes, dépendant du Grand Orient de France,.
Il est coopté en 1866 au 33e degré du Rite écossais ancien et accepté et il prend la tête du Suprême Conseil de France en 1869 comme « Souverain Grand Commandeur ». En 1875, il réunit, à Lausanne en Suisse, une assemblée des Suprêmes conseils de la franc-maçonnerie, pour harmoniser le Rite écossais ancien et accepté avec les « légitimes exigences de la civilisation moderne ». Il s'oppose à la suppression de l'invocation du Grand Architecte de l'univers du rite écossais, mais assouplit les règlements généraux vers plus de libéralisme, il appelle à la fraternité maçonnique quelle que soit l’obédience choisie et travaille à un universalisme maçonnique.

## Informations diverses
En 1828, il participa à la rédaction du livret de l’opéra Guillaume Tell de Gioachino Rossini.
Portraits connus :

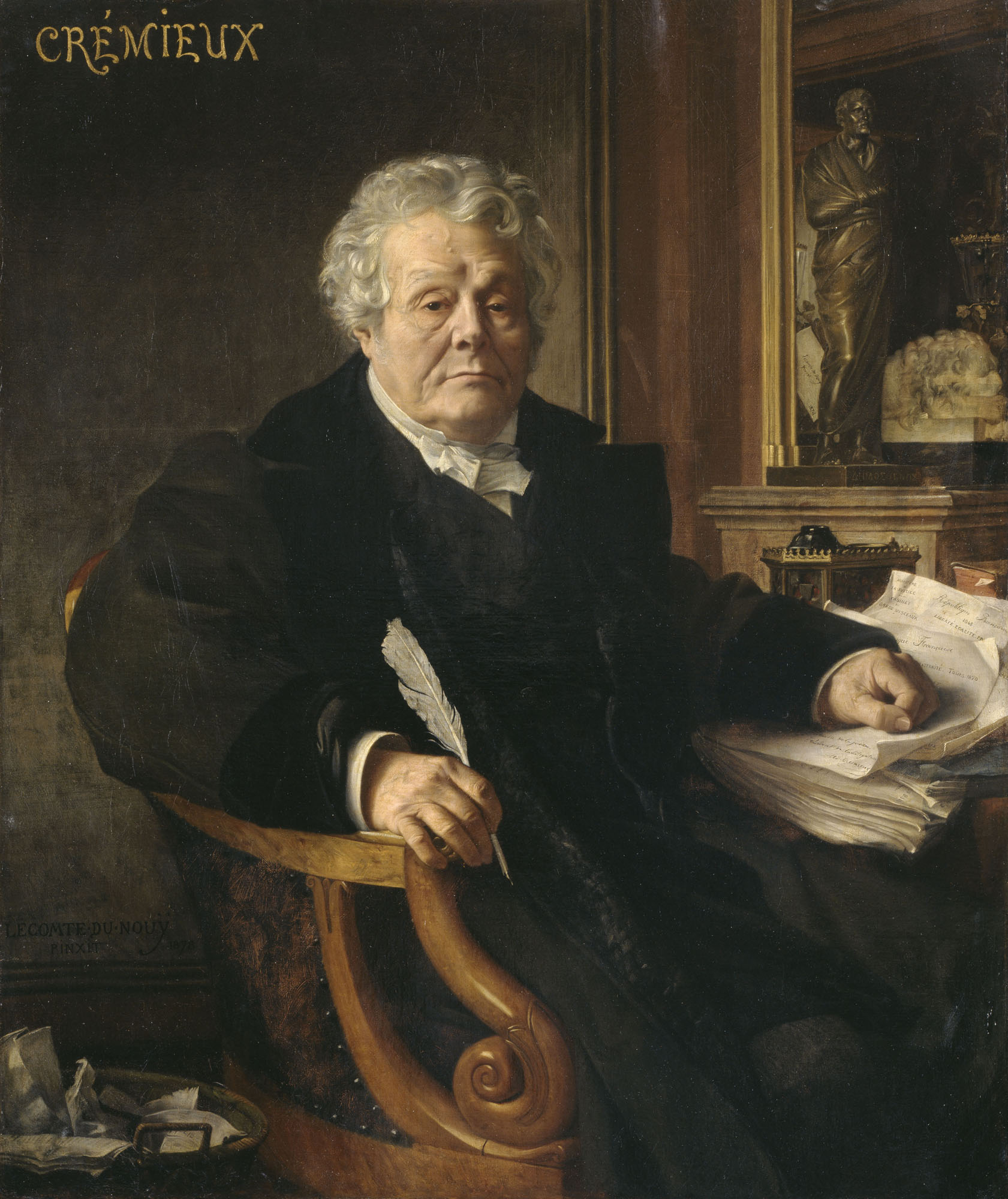
Portrait d'Adolphe Crémieux en 1878 par Lecomte du Nouÿ (huile sur toile, musée d'Art et d'Histoire du judaïsme).

- Portrait d’Adolphe Crémieux par Jean-Jules-Antoine Lecomte du Nouÿ (Paris, 1842-1923).
- Photographie de Nadar.
- Mrejen-O’Hana de Simone, Dictionnaire, « Isaac-Jacob Adolphe Crémieux, Avocat, homme politique, président du Consistoire central et de l’Alliance israélite universelle (Nîmes, 30 avril 1796-Paris, 10 février 1880 », dans Archives juives 36/2,2e semestre 2003, Les Belles Lettres, p. 139-146 et dessin d'Henri Meyer, p. 139.

Les papiers personnels d’Adolphe Crémieux sont conservés aux Archives nationales sous la cote 369AP.

## Hommages

### De son temps
À la réception de sa lettre de démission du Consistoire israélite, en juillet 1845, venant en réaction à la conversion de sa femme et de ses jeunes enfants au christianisme, les Archives israélites pèsent tout ce que les Juifs français doivent à Crémieux :

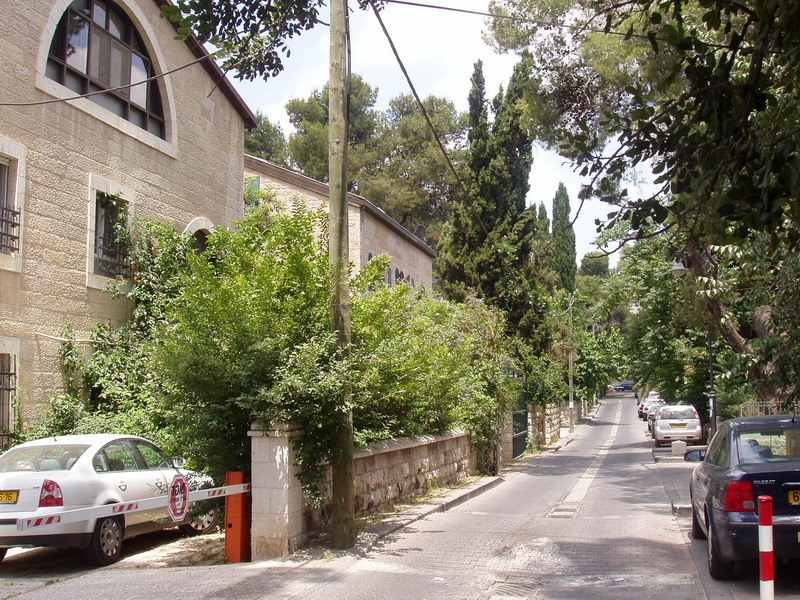
Cremieux Street, Jérusalem.

« La perte que fait le Consistoire central en la personne de l'honorable M. Crémieux nous paraît irréparable, et les israélites de France en éprouveront un tort incalculable. Qui de nous ne se rappelle avec reconnaissance le zèle dont ce digne coreligionnaire a fait preuve dans toutes les circonstances où l'intérêt israélite était en jeu ! Il n'y a pas si mince communauté israélite en France qui, au jour du besoin, ne se soit adressé (sic) à lui. Il n'y a pas de famille israélite à Paris qui n'ait eu recours à ses conseils, à son talent, ou à sa bourse ; il n'y a pas de synagogue à l'étranger où l'on ne nous envie un tel administrateur du culte. »

### Contemporains
Une rue du 12e arrondissement de Paris porte son nom, la rue Crémieux. D'autres se trouvent en Israël, à Jérusalem dans le quartier de la German Colony, à Tel Aviv et à Haïfa.